# Диоцез Юго-Восточной Флориды
Диоцез Юго-Восточной Флориды (англ. Diocese of Southeast Florida) — епархия в составе IV церковной провинции Епископальной церкви в США. Диоцез основан 8 октября 1969 года на территории штата Флорида. Включает 76 приходов. Численность регулярных прихожан составляет около 23 336 человек. В настоящее время епархией управляет епископ Питер Дэвид Итон. Главный храм епархии — Троицкий собор в Майми. Благотворительной организацией диоцеза является Епископальная благотворительная организация Юго-Восточной Флориды.

## История
17 января 1838 года в церкви Святого Иоанна в Таллахасси прошло собрание, которое учредило новую епархию Флориды, состоявшую из семи приходов, разбросанных всей территории штата. Собрание утвердило устав епархии, который был представлен Генеральному конвенту. 7 сентября 1838 года Флоридская епархия была принята в состав национальной церкви.
Генеральная конвенция 1892 года разделила диоцез Флорида и создала отдельный миссионерский округ Южной Флориды. На момент разделения в 1892 году к новой юрисдикции перешли 5 приходов, 40 миссий и 11 миссионерских станций. Первое собрание членов нового округа состоялось 21 февраля 1893 года в церкви Святого Креста в Санфорде. Рост численности прихожан привёл к официальному присвоению округу статуса епархии в сентябре 1922 года. 16 января 1923 года в соборе Святого Луки в Орландо под председательством епископа Кэмерона Манна прошёл первый собор духовенства и мирян нового диоцеза.
В 1960-е годы в штате появилось множество кубинских беженцев. Диоцез Южной Флориды помогал им с социализацией и обучением английскому языку, снабжал бесплатной едой и одеждой. Тогда на территории епархии была основана первая испоноязычная миссия.  Специальная Генеральная конвенция 1969 года одобрила просьбу членов епархии и разделила диоцез Южной Флориды на три епархии. В декабре того же года в диоцезах Юго-Восточной, Юго-Западной и Центральной Флориды пошли собрания, на которых были избраны первые епископы новых епархий. Первым епископом Юго-Восточной Флориды стал бывший епископ-суффраган Южной Флориды Джеймс Луглин Данкан, а епархиальную кафедру 29 марта 1970 года разместили в Троицком соборе в Майами. Новая епархия состояла из 75 приходов и около 30 000 прихожан.
Среди кризисов, с которыми столкнулся диоцез в 1980-е годы, был негативизм по отношению к людям, бежавшим во Флориду с Кубы и Гаити. Для последних в 1987 году епархия учредила франко-креолоязычную общину Святого Павла и мучеников Гаити в Майами. В 1990-е годы большое внимание в диоцезе также уделялось благотворительной помощи.

## Территория
В настоящее время юрисдикция диоцеза распространяется на территорию от Ки-Уэста на юге до Дженсен-Бич на севере и вглубь штата Флорида до Клюистона на западе. Крупнейшими городами епархии являются Майами, Форт-Лодердейл и Уэст-Палм-Бич. Диоцез охватывает округа Майами-Дейд, Броуард, Палм-Бич и Мартин, а также часть Флорида-Кис в округе Монро и восточную часть округа Хендри.